# 怕老婆 (電影)

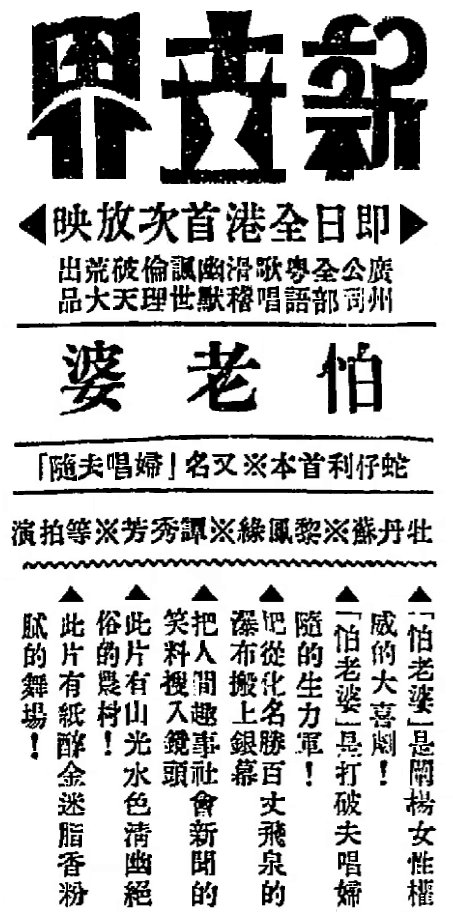
廣州聲片公司創業作，粵語歌唱喜劇片《怕老婆》，又名《婦唱夫隨》在香港新世界戲院首映（1936年3月22日，星期日）廣告。

《怕老婆》，又名：《婦唱夫隨》，乃一部中國黑白歌唱、滑稽幽默、諷世、倫理粵語片，上映於1936年，由李化導演，粵劇丑生蛇仔利、粵劇坤班花旦牡丹蘇及粵劇作家黎鳳緣主演。故事取材自《聊齋誌異》卷六之《馬介甫》，早被黎鳳緣編撰成粵劇，首先由丑生新水蛇容首先表演於香港的舞臺上，可惜並不受歡迎。後來，黎鳳緣把它改編，成為蛇仔利的成名作，通常被戲院商人以《蛇仔利怕老婆》作劇名來宣傳。位於中華民國廣東省的廣州聲片公司在1936年1月以時裝開拍此片，並在廣東省從化拍攝外景，把當地名勝「百丈飛泉」的瀑布亦拍入鏡頭裡。

## 演出表[3]
| 演 員  | 角 色  | 備 註                      |
| 蛇仔利 | 陳季常 | 懼妻如虎的小男人           |
| 牡丹蘇 | 洪氏   | 陳季常的惡毒悍妻           |
| 黎鳳緣 |        |                            |
| 譚秀芳 |        |                            |
| 冼碧根 |        |                            |
| 陳雲裳 | 舞女   |                            |
| 黃錦雲 |        |                            |
| 孔若灌 |        | 由廣州女權運動推動者客串   |
| 彭國華 |        | 由廣州「土地局」女職員客串 |

## 放映資料
- 香港
  - 1936年3月22日（星期日）至1936年3月25日（星期三），香港上環德輔道中新世界戲院 [4]；
  - 1936年6月7日（星期日）開映，香港上環皇后大道西門牌117號 高陞戲院 [5]。
- 馬來西亞吉隆坡
  - 1936年7月17日（星期五）開映，吉隆坡蘇丹街（Jalan Sultan）同樂有聲戲院[6]。

## 其它姊妹作品
- 香艷古裝淫穢稗史《粉碎姑蘇臺》，陸小仙、曾三多、靚少佳合演。
- 香艷古裝唐朝宮闈稗史《唐宮綺夢》，陳雲裳、孔雀、冼碧根合演。